# Madone
Madone [maˈdoːne] (Madù [maˈdu] in dialetto bergamasco) è un comune italiano di 4 156 abitanti della provincia di Bergamo in Lombardia.
Situato nell'Isola bergamasca ed attraversato dal torrente Dordo, dista circa 14 chilometri a ovest dal capoluogo orobico.

## Geografia fisica

### Clima
| Madone              | Mesi | Mesi | Mesi | Mesi | Mesi | Mesi | Mesi | Mesi | Mesi | Mesi | Mesi | Mesi | Stagioni | Stagioni | Stagioni | Stagioni | Anno  |
| Madone              | Gen  | Feb  | Mar  | Apr  | Mag  | Giu  | Lug  | Ago  | Set  | Ott  | Nov  | Dic  | Inv      | Pri      | Est      | Aut      | Anno  |
| ------------------- | ---- | ---- | ---- | ---- | ---- | ---- | ---- | ---- | ---- | ---- | ---- | ---- | -------- | -------- | -------- | -------- | ----- |
| T. max. media (°C)  | 5,3  | 8,1  | 13,7 | 18,0 | 21,8 | 25,8 | 28,3 | 27,3 | 23,9 | 17,3 | 11,0 | 6,4  | 6,6      | 17,8     | 27,1     | 17,4     | 17,2  |
| T. min. media (°C)  | −1,6 | 0,0  | 3,5  | 7,4  | 11,4 | 14,9 | 17,2 | 16,6 | 13,9 | 9,0  | 3,8  | 0,0  | −0,5     | 7,4      | 16,2     | 8,9      | 8,0   |
| Precipitazioni (mm) | 59   | 56   | 64   | 88   | 99   | 95   | 79   | 95   | 95   | 107  | 102  | 70   | 185      | 251      | 269      | 304      | 1 009 |

## Storia
Le origini del paese risalgono all'epoca romana, quando il paese fu interessato da un'opera di centuriazione e dal passaggio di un'importante via di comunicazione utilizzata sia in ambito militare che in quello commerciale. Questa tesi è suffragata da numerosi reperti che, databili tra il secondo ed il terzo secolo d.C., consistevano in numerose monete, anfore e suppellettili, nonché sepolture. Si pensa inoltre che in tale periodo il paese fosse inserito nel pagus fortunensis, al pari degli altri borghi dell'isola.
Tuttavia per aspettare il primo documento che attesti con certezza l'esistenza del toponimo, bisogna aspettare fino al X secolo, quando vengono menzionati terreni posti a Madono.
In quel periodo storico la zona apparteneva al Sacro Romano Impero, in cui i reggenti inserirono il feudalesimo. Inizialmente affidato alla gestione del vescovo di Bergamo, Madone venne quindi interessato dalle lotte tra le fazioni guelfe e ghibelline, che imperversarono in tutta la provincia bergamasca. In tal senso sul territorio comunale sorsero numerose fortificazioni difensive, tra cui un castello, di cui ora non vi sono più tracce.
Il potere era detenuto dalle famiglie ghibelline dei Boselli e dei Maldura, che dovevano guardarsi dagli attacchi della famiglia guelfa dei Colleoni di Trezzo sull'Adda. Questi ultimi, in una delle incursioni a Madone, saccheggiarono il borgo mettendolo a ferro e fuoco, distruggendo il castello.
La situazione ritornò alla tranquillità a partire dal 1428 quando, unitamente al resto della provincia bergamasca, venne posto sotto il dominio della Repubblica di Venezia, la quale emanò una serie di provvedimenti volti a migliorare la situazione sociale ed economica.
Da quel momento pochi furono gli avvenimenti degni di nota per il paese, che seguì le sorti del resto della provincia, passando alla Repubblica Cisalpina nel 1797, al Regno Lombardo-Veneto nel 1815, ed infine al neonato Regno d'Italia nel 1859, con il quale ottenne anche l'autonomia amministrativa.
Tale autonomia venne revocata nel 1927 quando venne accorpato al vicino comune di Chignolo d'Isola, assumendo il nome di Centrisola. Al termine della seconda guerra mondiale, precisamente nel 1948, Madone riacquisì l'autonomia.
Il simbolo del paese è la ex fornace dei mattoni, da cui si ritiene derivi sia il nome "Madone" che lo stemma del comune, il quale richiama grossomodo dei mattoni. La fornace era caratterizzata da un'alta ciminiera che è parzialmente crollata a causa di una tromba d'aria il 30 agosto 2007.

### Simboli
Lo stemma comunale è stato concesso, insieme al gonfalone, con decreto del presidente della Repubblica del 
20 giugno 1963 ma ha origini antiche ed è raffigurato anche nello Stemmario Camozzi del 1888, conservato nella Biblioteca Civica di Bergamo. Vi sono rappresentati quattro mattoni essendo tradizione storica che Madone abbia derivato la sua denominazione dall'attività industriale dell'antica fabbrica di laterizi.
Il gonfalone è un drappo  partito di rosso e di bianco.

## Monumenti e luoghi d'interesse
- In ambito religioso, notevole importanza riveste la chiesa parrocchiale di San Giovanni Battista. Edificata tra il 1911 ed il 1925, presenta un aspetto maestoso, nonché numerose opere provenienti dalla vecchia parrocchiale, risalente al XIV secolo.
- Degna di nota è anche la chiesetta di San Vincenzo Ferreri che, risalente al XVIII secolo, venne ricavata da un edificio signorile di proprietà della famiglia Zineroni. Inoltre si trova anche la chiesa di San Pantaleone, anch'essa un tempo adibita a residenza, nella cui cripta si racconta si nascondessero i vecchi proprietari durante le ondate epidemiche di peste del XVII secolo.

## Società

### Evoluzione demografica
Abitanti censiti

## Amministrazione
| Periodo        | Periodo        | Primo cittadino   | Partito                  | Carica  | Note |
| -------------- | -------------- | ----------------- | ------------------------ | ------- | ---- |
| 14 giugno 2004 | 25 maggio 2014 | Maurizio Cavagna  | lista civica Vivi Madone | Sindaco |      |
| 26 maggio 2014 | 26 maggio 2019 | Luigi Ferreri     | lista civica Vivi Madone | Sindaco |      |
| 27 maggio 2019 | in carica      | Rosaria Albergati | lista civica Vivi Madone | Sindaco |      |

### Gemellaggi
Madone è gemellata con:
- Dissay
- Vila Nova da Barquinha

Dal 1996, inoltre, intrattiene rapporti con la comunità di Bosanski Petrovac in Bosnia ed Erzegovina.

## Sport
A Madone gioca la squadra del paese A.C.D. Futura Madone militante in seconda categoria.

## Galleria d'immagini

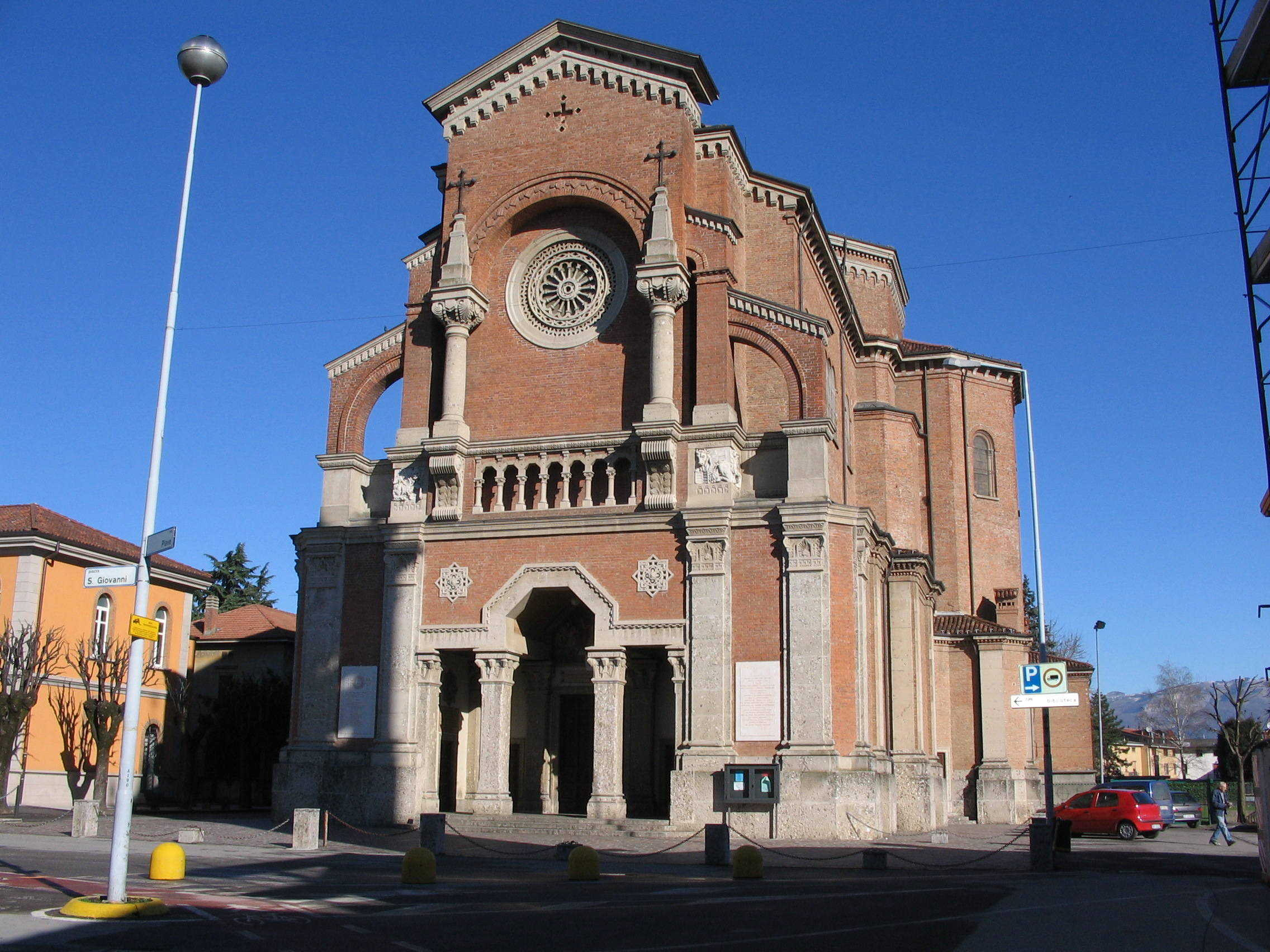
Chiesa parrocchiale di San Giovanni Battista
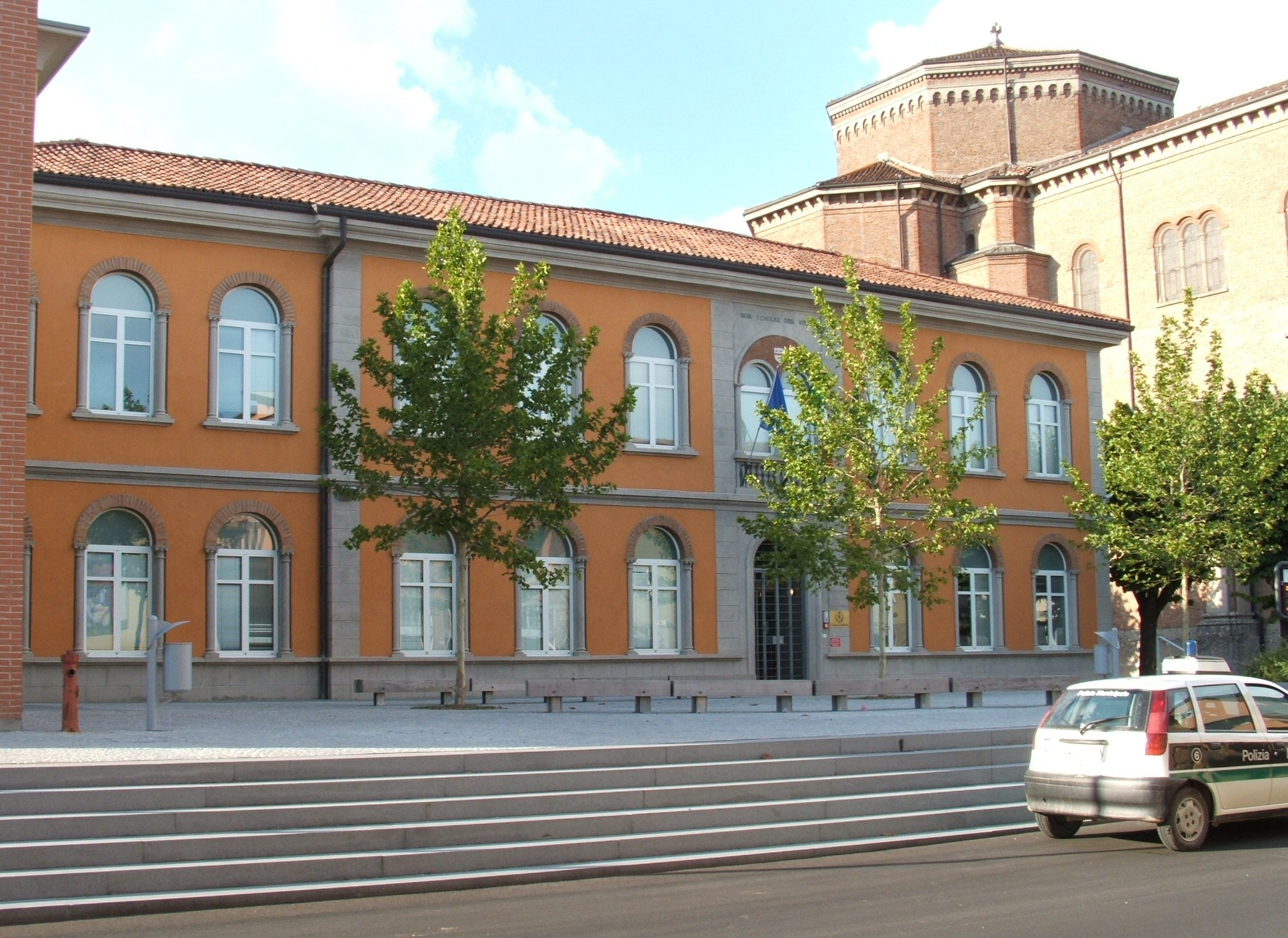
Municipio
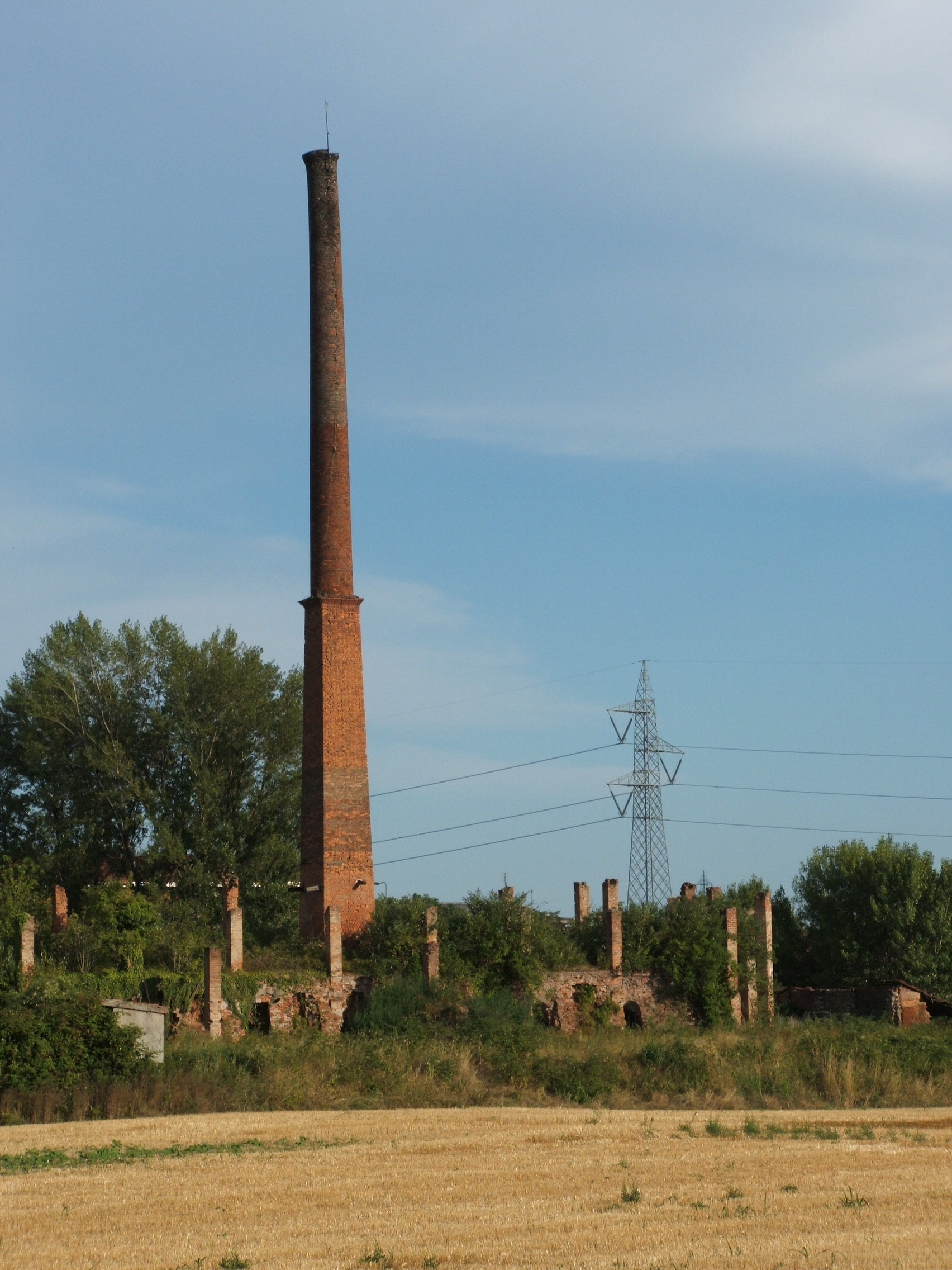
Fornaci
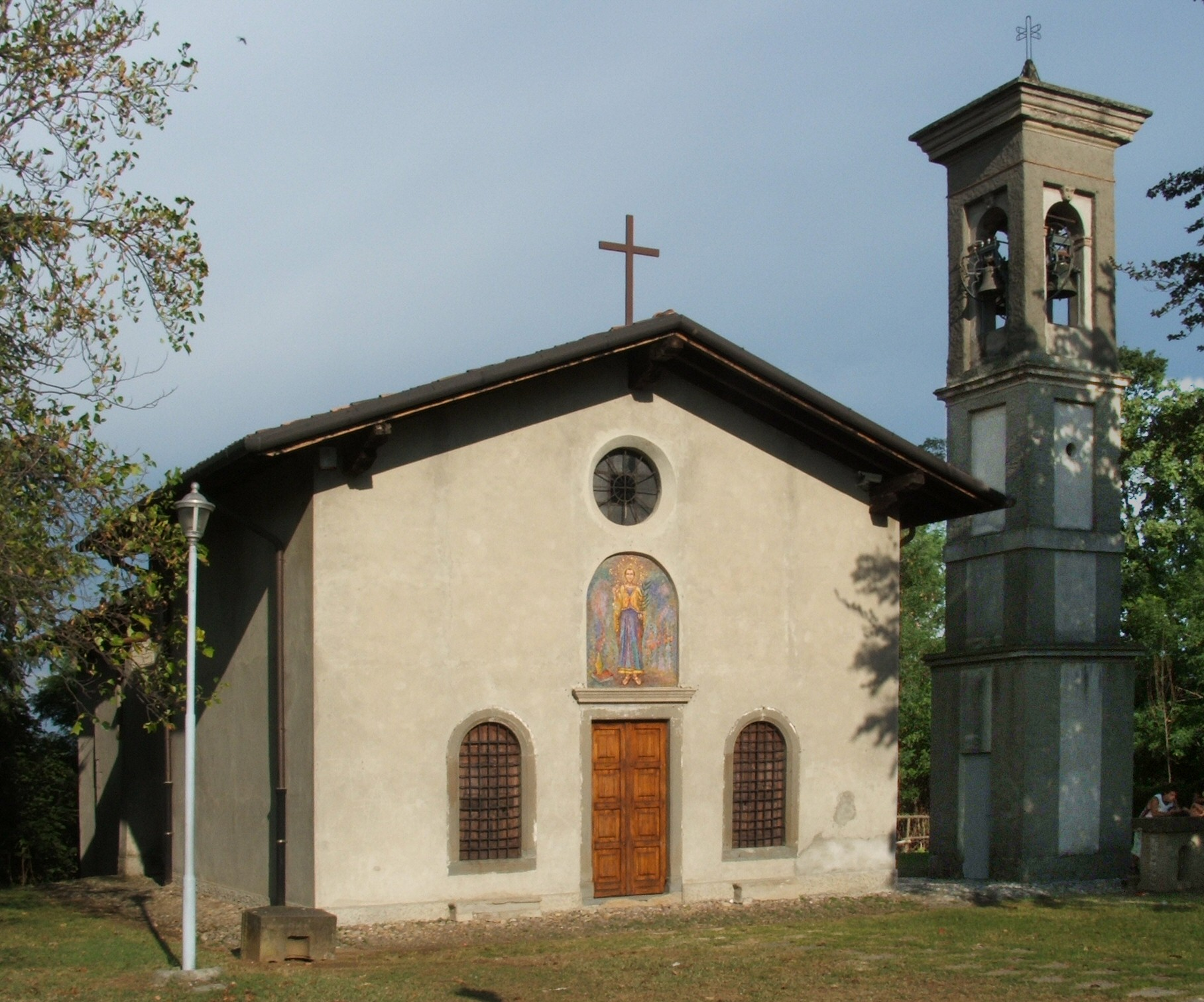
Chiesa di San Pantaleone
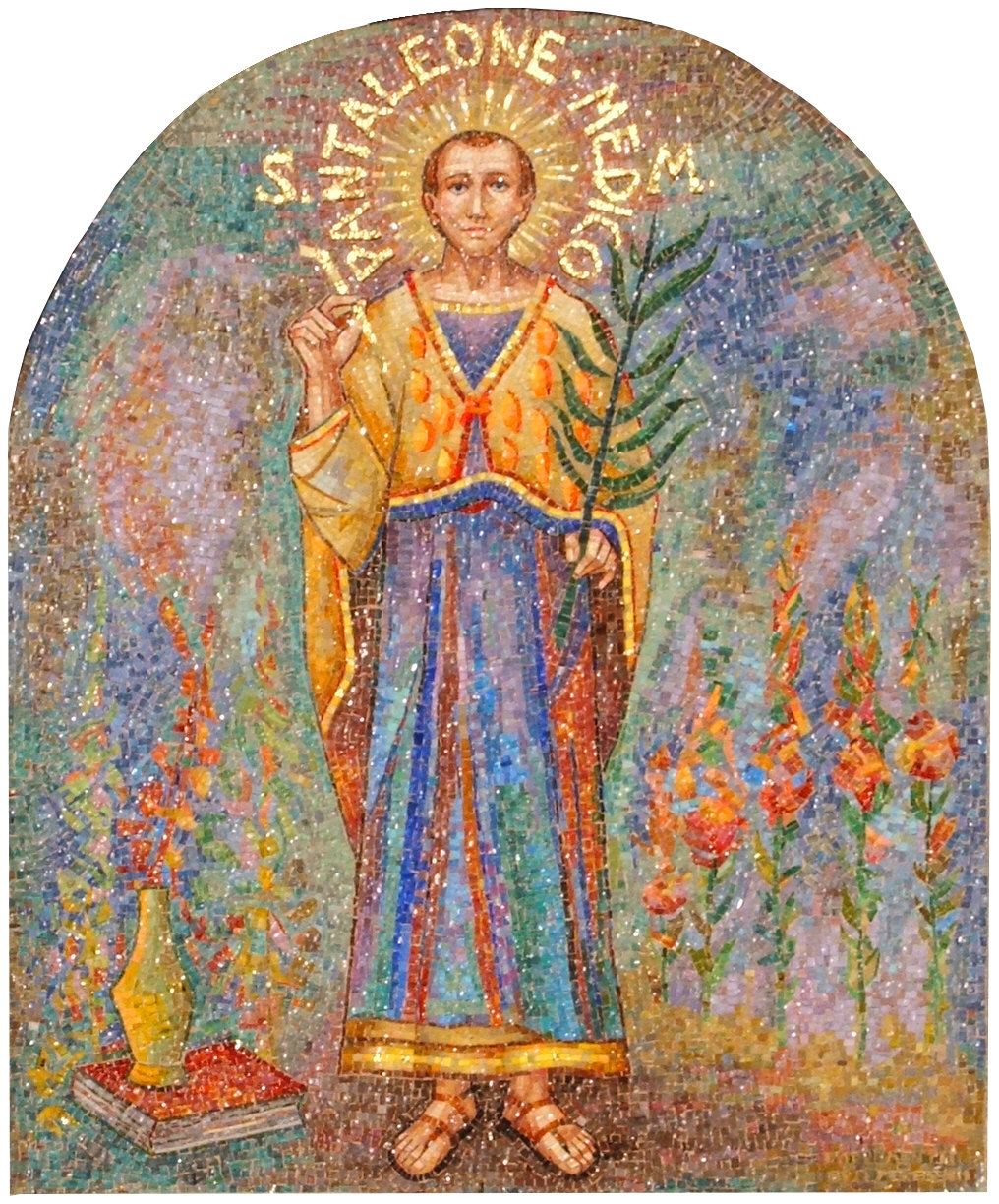
San Pantaleone (particolare)
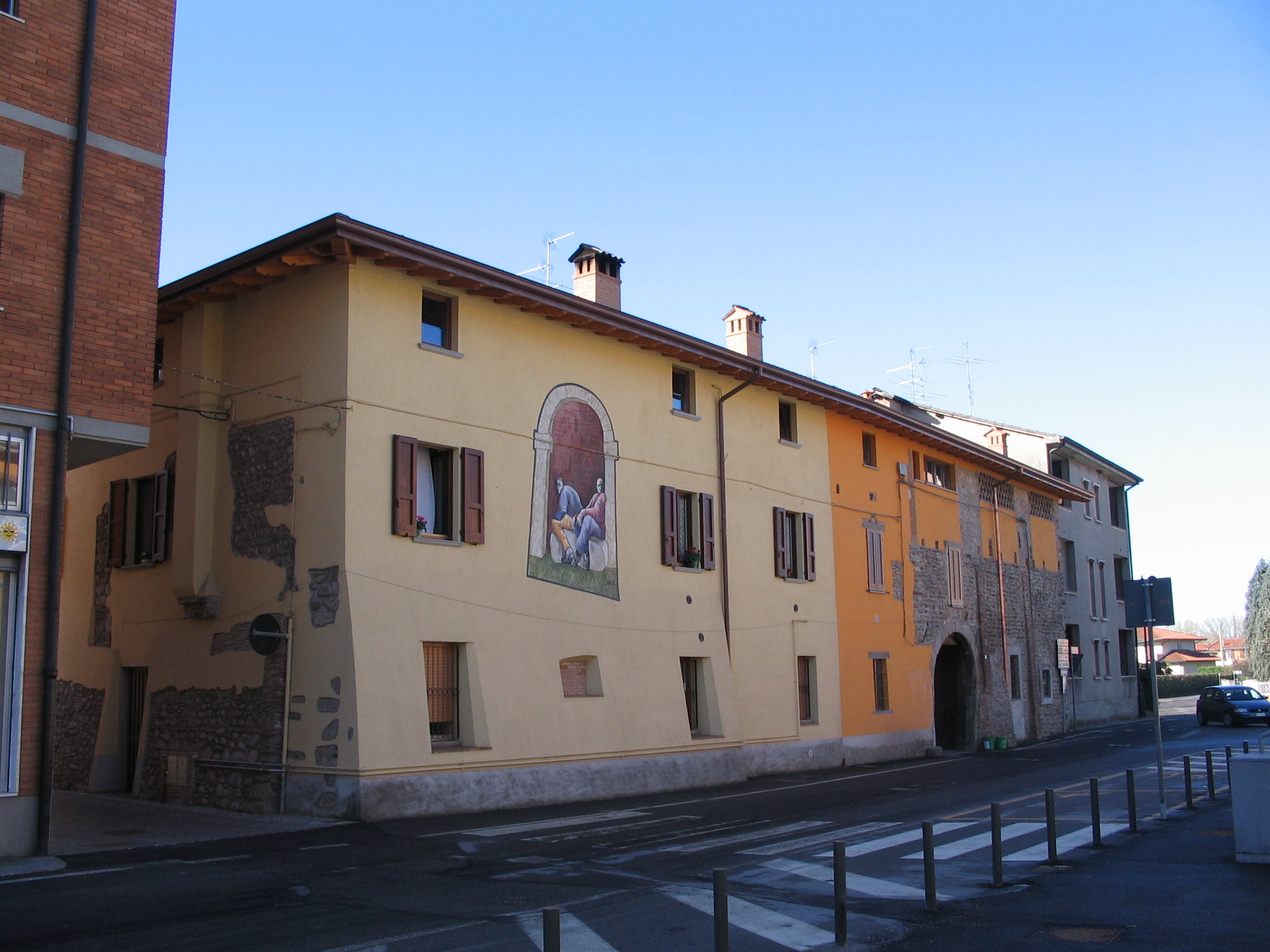
Murale